# 홍승표 (판화가)
홍승표(Seung-pyo Hong)은 대한민국의 예술가, 미술 교육자이다. 런던에서 유학하였다.

## 약력

### 학창 시절
1980년 7월 14일 대한민국 서울특별시 출생.
홍익대학교 미술대학 판화과, 이후 런던대학교 골드스미스대학 아트 파운데이션 및 동대학교 예술학 학사를 졸업하였다. 졸업전시의 출품작은 골드스미스 런던대학교에 학교소장되었다. 런던의 베어스페이스갤러리 소속작가 및 BBC 뉴스 티비 출연 등 런던에서 10년간 활발한 작가활동을 하였다.

### 예술 활동
귀국하여 2016년  이화익갤러리와 슈페리어갤러리에서 각각 '유기적 발명' 과 '기계와 인간' 개인전을 각각 열었다.
예술가의 집과 인테리어디자인, 그리고 예술가의 요리와 식당과 같은 문화 전반에 다양하게 아티스트의 독창적인 표현방식으로 문화를 재창조해가며 자신만의 영역을 확장하였다. Ddp에서 디자인 큐레이팅과 아트디렉터 등 전시기획자로서의 면모도 보였다.

## 대표 작품

### 전시회
- 개인전 바운더리랩 코너아트스페이스 외 서울시립미술관 전시를 비롯 다수의 국내외 갤러리와 미술관 전시

## 같이 보기
- 시각 예술
- 미술 학교, 미술 학원
- 아트
- 디자인
- 교육